# Kitchener Flying Dutchmen
Die Kitchener Flying Dutchmen waren eine kanadische Eishockeymannschaft aus Kitchener, Ontario. Die Mannschaft spielte in der Saison 1928/29 in der Canadian Professional Hockey League.

## Geschichte
Das Franchise der Kitchener Flying Dutchmen wurde 1928 als Mitglied der Canadian Professional Hockey League gegründet. Dort füllten sie die Lücke, die die Kitchener Millionaires nach ihrer Umsiedlung nach Toronto in der Stadt hinterlassen hatten. In der Saison 1928/29 belegte die Mannschaft den vierten von acht Plätzen der Canpro. Anschließend wurde die Mannschaft bereits wieder aufgelöst.